# Nicolas Gargot de La Rochette
Pour les articles homonymes, voir Jambe de bois (homonymie).
 (novembre 2011).
Nicolas Gargot de La Rochette, comte de Plaisance, chevalier de Saint-Michel, dit Jambe-de-Bois, né le 10 février 1619 à La Rochelle, mort et enterré le 16 décembre 1664 à La Rochelle, est un corsaire, officier de marine et administrateur colonial français du XVIIe siècle.

## Biographie

### Origines et famille
Fils de Hilaire Gargot, marchand, et de Anne Lardeau. Son aïeul, Jacques Lardeau, était capitaine de marine et s'était illustré en sauvant de la noyade le jeune Henri le Grand, roi de Navarre et futur roi de France, alors qu'il était tombé d'un vaisseau dans le port de La Rochelle. Il avait un frère aîné, Jean Gargot, qui avait fait du commerce avec les côtes d'Afrique et était devenu capitaine au service du roi. Bien qu'issu d'une famille huguenote, il se convertit au catholicisme.

### Premiers engagements
À l'âge de 13 ans, il s'engage en tant que volontaire dans la Marine royale, et prend part en 1636 à une grande bataille navale contre 47 galères espagnoles, en mer Méditerranée, et à la reprise des îles de Lérins en 1637. En 1638, il a la charge de commissaire et garde des magasins d'Acadie, puis devient lieutenant de Charles de Saint-Étienne de La Tour et participe à l'amélioration du fort de Saint-Jean. Lors de son retour vers la France, en 1639, il est fait prisonnier par les Espagnols. Une fois libéré, il est assigné à la garde des côtes de Bretagne sur une frégate de 20 pièces de canon.

### L'Acadie
Il se joint aux forces de Charles de Saint-Étienne de La Tour contre Charles de Menou d'Aulnay, et se rend à Boston et en France pour solliciter de l'assistance. En 1643, il participe à l'attaque contre le Fort Anne du port d'Annapolis Royal (Nouvelle-Écosse), où Charles de Menou d'Aulnay est retranché.
En 1645, Charles de La Porte, maréchal de la Meilleraye, le fait commissaire de l'artillerie et l'envoie au second siège de La Mothe, en Lorraine, où il reçoit un coup de mousquet dans le genou droit. Il est envoyé à La Rochelle pour y être soigné, mais malgré les soins prodigués pendant deux ans, sa jambe ne peut être sauvée et il est amputé. Il s'équipe alors d'une jambe de bois, d'où son surnom.
En 1647, le duc de Richelieu lui donne le commandement de l'un des vaisseaux de sa flotte, et il participe à la bataille navale contre les Espagnols, près de Castellammare di Stabia, qui voit la victoire des Français, ce qui lui vaut d'obtenir de la reine une pension de deux cents livres.

### La guerre de course
En 1649, il arme le vaisseau Le Léopard pour la course, avec l'autorisation royale. Louis de Foucault de Saint-Germain Beaupré, comte du Daugnon et vice-amiral de France, lui impose son association dans l'armement, sans courir aucun risque, et accapare tous les bénéfices.[réf. nécessaire]
En avril 1650, il reçoit l'ordre de la cour d'appareiller pour aller croiser dans les parages de Dunkerque, où il remplit sa mission. Il fait ensuite route vers le nord de l'île de Terre-Neuve, où il rançonne des pêcheurs de morue espagnols. Il relâche aux Açores, puis se rend à Lisbonne où il fait radouber son vaisseau. Il y apprend que des navires espagnols chargés de richesses venaient de partir du Río de la Plata, et il décide alors de leur tendre une embuscade aux îles Canaries.

#### La mutinerie
Le 27 mars 1651, dix-huit hommes de main du comte du Daugnon se mutinent, en ayant pris soin au préalable de cacher la jambe de bois du capitaine. Les marins fidèle à Nicolas Gargot se défendent furieusement, mais sont battus et enfermés dans les cales du navire.
Réveillé par le bruit, Nicolas Gargot ne trouve pas sa jambe de bois et se rend difficilement sur la dunette, où les mutins tentent de le tuer à coups de piques. Blessé aux bras et aux cuisses, il se réfugie avec l'un de ses pilotes dans sa chambre d'où il sort ses deux pistolets. Il tire et se rend compte que les mutins les avaient également déchargés. Il se défend avec une baïonnette et un livre en guise de bouclier  (l'imposante « Hydrographie » du Père Fournier).
Il retrouve finalement sa jambe de bois et s'apprête à combattre avec deux épées, lorsque, affaibli par les blessures et les efforts, il tombe évanoui hors de la chambre, à la bouche du canon que les mutins avaient apporté pour tuer leur capitaine. Ces derniers, le croyant mort, passent sur son corps pour piller la dunette et lui tirent une balle de pistolet dans le corps.
Le découvrant toujours en vie, ils décident alors de le faire soigner pour le vendre comme esclave en Barbarie, espérant en tirer un bon prix. Le chirurgien relève 24 blessures. Un mutin chargé de l'assassiner manque de courage au dernier moment, et c'est alors qu'ils sont attaqués par un vaisseau turc. Les mutins supplient alors le capitaine de reprendre le commandement, afin de défendre le navire, ce qu'il fait avec succès.

#### La détention
Ils décident alors de le livrer aux Espagnols et le débarquent à El Puerto de Santa María, en Andalousie, où des marchands français le sauvent de la mort en lui faisant prodiguer des soins, et il est ensuite enfermé en prison dans d'affreuses conditions de détention.[réf. nécessaire]
Ayant eu vent de sa réputation, les ministres de la cour de Madrid décident de lui faire une offre. Le duc de Medina-Cœli le fait venir et lui propose d'entrer au service de l'Espagne avec le titre de chef d'escadre général de Flandre, une commission du prince de Condé, ainsi qu'une escadre d'une douzaine de vaisseaux. Nicolas Gargot décline alors l'offre se déclarant Français et fidèle à son nom et au drapeau de sa patrie, ce qui lui vaut de retourner en prison, mais avec des conditions de détentions adoucies.
Une protectrice espagnole, émue par son histoire et ayant beaucoup d'estime pour son mérite, lui apporte son aide et son soutien, et le fait embarquer dans un galion pour Barcelone, où il est prévu qu'il soit échangé contre des prisonniers. L'échange n'a pas lieu, et Nicolas Gargot est ramené à El Puerto de Santa María dans le plus grand dénuement.
Le duc de Medina-Cœli, touché par son état, lui fait donner des habits et lui annonce que le maréchal de Gramont ayant demandé sa délivrance, il lui faut se rendre à Madrid pour retirer son passeport. Il remercie alors le duc, sa protectrice, qui lui offre une bourse de 50 pistoles, et les marchands français du port, qui lui offrent 50 écus pour subvenir aux besoins de son voyage, et rentre enfin en France, où il est alors reçu par le roi Louis XIV et le cardinal Mazarin.

#### La ruine
Il retourne à La Rochelle, où il entreprend de récupérer ses 242 000 livres de bénéfices auprès du Comte du Daugnon, mais se rend compte que ce dernier l'a spolié et qu'il est ruiné. Il engage alors l'avocat Pierre Groyer pour faire valoir ses droits auprès de la justice, ce qui n'arrivera pas de son vivant.

### De nouveau au service du roi
En 1653, il participe aux sièges de Bourg-sur-Gironde et de Libourne, où il conduit l'artillerie qui permet de remporter la victoire.
En 1655, il officie en qualité de lieutenant-général d'artillerie de François Ier, duc de Modène, en Italie, et est blessé et fait prisonnier au siège de Crémone. Il est rapidement échangé.
En 1657, il commande un navire du convoi destiné pour la ville de Roses, en Catalogne, puis l'année suivante il participe au siège de Dunkerque.

### Gouverneur de Plaisance
En 1658, il est décoré de l'Ordre de Saint-Michel et se voit offrir par le roi le port de Plaisance en tant que fief héréditaire, ainsi qu'une vaste concession s'étendant sur vingt-six lieues de profondeur dans la région du sud de Terre-Neuve.
En 1660, il est nommé comte de Plaisance, et gouverneur de l'île par une commission royale, non sans l'appui de Nicolas Fouquet, surintendant des finances, et qui a des intérêts privés dans la région.
En 1662, il choisit son successeur pour gouverner Plaisance, Thalour du Perron qui, avec environ 50 colons et 30 soldats, ont traversé l'Atlantique durant l'été 1662. Une fois Thalour du Perron débarqué à Plaisance, Nicolas Gargot part à Québec pour mener une expédition militaire dans le Canada pour combattre les Iroquois, mais ses troupes sont décimées, empoisonnées par des provisions surannées. Il revient à La Rochelle, et entreprend de nouveau une nouvelle campagne militaire en 1663, avec à peine plus de succès.
À son retour en France, il mène une flotte commerciale de trois vaisseaux en Suède, et en revient gravement malade. Fatigué, ruiné et infirme, il meurt en décembre 1664, dans un tel état de pauvreté que l'évêque de La Rochelle doit se charger des frais des funérailles.

## Publication
- Mémoires de la vie et des adventures de Nicolas Gargot, capitaine entretenu par Sa Majesté dans la Marine, pour servir de factum & d'instruction dans le procez qu'il avoit intenté de son vivant, au sieur comte du Daugnon, & que Jean son frère, aussi capitaine de la Marine, poursuit maintenant pour avoir reparation des injustices, & des violences, exercées par ce comte à l'endroit dudit capitaine, 1668 (lire en ligne)

### Sources et bibliographie
- Gargot (Nicolas), dans Pierre Damien Rainguet, Biographie Saintongeaise, ou dictionnaire historique de tous les personnages qui se sont illustrés par leurs écrits ou leurs actions dans les anciennes provinces de Saintonge et d'Aunis, Saintes, 1851, p. 255-256 (lire en ligne)
- Nicolas Gargot aventurier du Roi par Alain Melet Editions La Grange de Mercure 2015 www.lagrangedemercure.com
- Nicolas Gargot de La Rochette, Mémoire de la vie et des aventures du capitaine de marine Nicolas Gargot de La Rochette, dit « Jambe de Bois », p. 344
- Charles Millon, Aventures du Rochelais Nicolas Gargot dit Jambe-de-Bois, La Rochelle, Éditions Rupella, 1928, p. 224
- Bulletin de la société des archives historiques, Revue de Saintonge & d'Aunis, vol. XLIII, 1928 (lire en ligne)
- Philippe Hrodej, Gilbert Buti, Dictionnaire des corsaires et des pirates, CNRS éditions, Paris, 2013,  (ISBN 978-2-271-08060-8) ; 990p.